# موس المرابط
مصطفى "موسى" المرابط (مواليد 1983) هو مصور بلجيكي مغربي المولد من أصول مغربية وفلمنكية. وهو معروف بتصوير الأزياء تحت اسم استوديو الموس، وتصوير الفنون الجميلة.

## السيرة الذاتية
ولد المرابط في تمسمان شمال المغرب. ثم في سن الثانية، انتقلت عائلته إلى بلجيكا. نشأ في سينت نيكلاس في عائلة مكونة من تسعة أطفال.
درس التصميم الداخلي في الأكاديمية الملكية للفنون الجميلة في غينت وتخرج في عام 2009. علم نفسه مجال التصوير.